# Jenny Ritzhaupt
Jenny Ritzhaupt (auch: Jenny Stein-Ritzhaupt, Ehename: Jenny Stein, * 22. Juni 1889 in Leipzig; † um 1970 ebenda) war eine deutsche Schriftstellerin.

## Leben
Jenny Ritzhaupt übte eine Tätigkeit als Redakteurin in Leipzig aus. Sie lebte später im schlesischen Gottesberg und nach dem Zweiten Weltkrieg in Meißen; zuletzt war sie wieder in Leipzig ansässig. Jenny Ritzhaupt verfasste Kinder- und Jugendbücher.

## Werke
- Ein Frauenlos. Pegau i. Sa. 1914
- Im Backfisch-Aquarium. Leipzig 1920
- Im Sonnenwinkel. Stuttgart 1921
- Kinderfreuden und Leiden. Charlottenburg 1922
- Ruth, Zwickau (Sachsen) 1922
- Alle Jahre wieder! Basel 1923
- Nora und Kora. Basel 1924
- Seliges Kinderland. Stuttgart 1924
- Aus frohen Tagen. Bremen 1925
- Jungmädchenlose. Bremen 1925
- Das kleine Glücksmädel. Bremen 1925
- Arbeiten aus Seidenresten. Leipzig 1927 (zusammen mit Rose Irma Martin)
- Willst du glücklich sein im Leben und andere Erzählungen. Leipzig 1927
- Arbeiten aus Stoffresten. Leipzig 1928 (unter dem Namen Jenny Stein-Ritzhaupt, zusammen mit Rose Irma Martin)
- Ein Wille und ein Weg. Konstanz [u. a.] 1932 (unter dem Namen Jenny Stein-Ritzhaupt)
- Anderer Leute Kind. Bremen 1934
- Bums. Stuttgart 1939 (unter dem Namen Jenny Stein-Ritzhaupt)
- Das Licht der armen Dorothee. Bremen 1940 (unter dem Namen Jenny Stein-Ritzhaupt)
- Elfriedes Lebensweg. Stuttgart 1950 (unter dem Namen Jenny Stein-Ritzhaupt)
- Maja. Stuttgart 1952 (unter dem Namen Jenny Stein-Ritzhaupt)
- Käthes schönstes Erlebnis. Stuttgart 1955 (unter dem Namen Jenny Stein-Ritzhaupt)

## Herausgeberschaft
- Für’s Vaterland. Pegau i. Sa. 1915
- Pauline Doubberck: Porzellanmalerei. Leipzig 1927